# دژ آپاچی
دژ آپاچی (به انگلیسی: Fort Apache) فیلمی در ژانر وسترن به کارگردانی جان فورد است که در سال ۱۹۴۸ منتشر شد. جان وین و هنری فوندا از بازیگران این فیلم بودند.

## خلاصه داستان
اوئن ترزدی (فاندا) فرماندهی دژ آپاچی، یکی از دورافتاده‌ترین پادگان‌های نظامی در آریزونا را برعهده می‌گیرد. او با سرخ‌پوستان رفتاری تحقیرآمیز دارد، به هنگام عبور قبیله‌ای آپاچی به مقصد مکزیک، به آنان فرمان بازگشت می‌دهد، اما در مبارزه‌ای که درمی‌گیرد، سواره نظام تحت فرماندهی او به کلی از بین می‌رود……